# Cornelis den Held
Cornelis Johannes den Held (Rotterdam, 19 juli 1883 – Rotterdam, 12 september 1962) was een Nederlandse atleet, die gespecialiseerd was op de sprint.
Den Held vertegenwoordigde Nederland op de Olympische Spelen van Londen in 1908. Daar behaalde hij in de twaalfde serie op de 200 m een vierde plaats. Hiermee kwalificeerde hij zich niet voor de halve finale. Op de 400 m werd hij in de twaalfde serie met 51,0 (geschat) tweede (van de twee deelnemers) en werd ook op dit nummer uitgeschakeld.

## Persoonlijk record
| Onderdeel | Prestatie | Jaar |
| --------- | --------- | ---- |
| 400 m     | 51,0 s    | 1908 |